# Daddy Cool
Daddy Cool è un singolo del gruppo musicale tedesco Boney M., pubblicato il 31 maggio 1976 come secondo estratto dal primo album in studio Take the Heat Off Me.

## Descrizione
Caratteristiche della canzone sono l'intro, il ticchettio creato da Frank Farian che percuoteva una matita nei suoi denti, e la frase, sempre di Frank Farian, "She's crazy like a fool" e il coro che rispondeva "What about it Daddy Cool".
Il B-side della canzone era la reinterpretazione di No Woman, No Cry di Bob Marley.
I Boney M hanno rifatto la canzone in due occasioni: nel 1986, in cui ricorrevano i dieci anni, e nel 2000.
È stato utilizzato nella pubblicità di Amica Chips nel 2006, di McDonald's nel 2016 e dal 2023 è utilizzato nello spot della VeryMobile.

## Tracce
7" Single
1. Daddy Cool (Anniversary Recording '86) – 5:18 (Farian, Reyam, Farian, Bischof)
2. Daddy Cool (Anniversary Recording '86) (B.M.A.G.O.) – 4:10 (Farian) – Hansa Records 107 994-100, 1986

12" Single
1. Daddy Cool (Anniversary Recording '86) (Special Club Mix) – 7:45
2. Daddy Cool (Anniversary Recording '86) (Special Club Dub) – 5:50
3. Daddy Cool (Anniversary Recording '86) (B.M.A.G.O.) – 3:15 – Hansa 607 994-213, 1986

## Classifiche

### Classifiche settimanali
| Classifica (1976/77)     | Posizione massima |
| ------------------------ | ----------------- |
| Australia                | 5                 |
| Austria                  | 1                 |
| Belgio (Fiandre)         | 1                 |
| Belgio (Vallonia)        | 1                 |
| Canada                   | 18                |
| Europa                   | 1                 |
| Finlandia                | 2                 |
| Francia                  | 1                 |
| Germania                 | 1                 |
| Italia                   | 2                 |
| Norvegia                 | 1                 |
| Nuova Zelanda            | 15                |
| Paesi Bassi              | 3                 |
| Regno Unito              | 6                 |
| Spagna                   | 1                 |
| Stati Uniti              | 65                |
| Stati Uniti (dance club) | 11                |
| Sudafrica                | 2                 |
| Svezia                   | 1                 |
| Svizzera                 | 1                 |

### Classifiche di fine anno
| Classifica (1976) | Posizione |
| ----------------- | --------- |
| Austria           | 10        |
| Belgio (Fiandre)  | 7         |
| Francia           | 2         |
| Germania          | 17        |
| Paesi Bassi       | 10        |
| Svizzera          | 7         |
| Classifica (1977) | Posizione |
| Australia         | 35        |
| Austria           | 20        |
| Germania          | 44        |
| Italia            | 17        |
| Spagna            | 3         |
| Sudafrica         | 18        |

## Cover
Una reinterpretazione famosa della canzone è stata fatta dai Placebo nel 2002, mentre altre cover sono state fatte anche dal duo svedese Peaches nel 2003 e dal trio lettone Melo-M nel 2007.